# Bromoiodometano
Il bromoiodometano è un alometano disostituito di formula CH2BrI. In condizioni standard appare come un denso liquido incolore. Trova impiego a livello industriale come reagente nelle sintesi organiche

## Reattività
Se posto in condizioni ambientali critiche di pressione e temperatura, precisamente a 0,80 GPa e 490 K (ovvero 217 °C ad una pressione pari a circa otto volte quella atmosferica), il bromoiodometano si decompone, portando alla formazione di dibromometano e diiodometano:
2CH2BrI → CH2Br2 + CH2I2
Il bromoiodometano è chimicamente incompatibile con forti agenti ossidanti, i quali tendono a degradarne la struttura. Secondo le linee guida deve essere conservato in un contenitore chiuso, lontano da fonti di luce e calore. Particolare attenzione deve essere prestata in caso di incendio, dal momento che dalla combustione del composto si possono originare sostanze allo stato gassoso molto pericolose quali l'acido bromidrico, l'acido iodidrico e il monossido di carbonio